# Villalbos
Villalbos ist ein Ort in den Montes de Oca in der Provinz Burgos der spanischen autonomen Gemeinschaft Kastilien und León, administrativ ist er von der Gemeinde Valle de Oca abhängig.
Der Ort liegt im Tal des Flusses Oca, einem Nebenfluss des Ebro, in der Nähe der Orte Cueva Cardiel, Villalmóndar und Villanasur Río de Oca.
Die Pfarrkirche des Ortes ist dem heiligen Thomas (Iglesia Santo Tomás Apóstol) geweiht.
Der Ort hat 19 Einwohner (Stand 2011) und liegt auf 618 msnm.
| 1842 | 1857 | 1860 | 1877 | 1887 | 1897 | 1900 | 1910 | 1920 | 2007 |
| ---- | ---- | ---- | ---- | ---- | ---- | ---- | ---- | ---- | ---- |
| 109  | 153  | 169  | 124  | 116  | 126  | 120  | 133  | 129  | 25   |

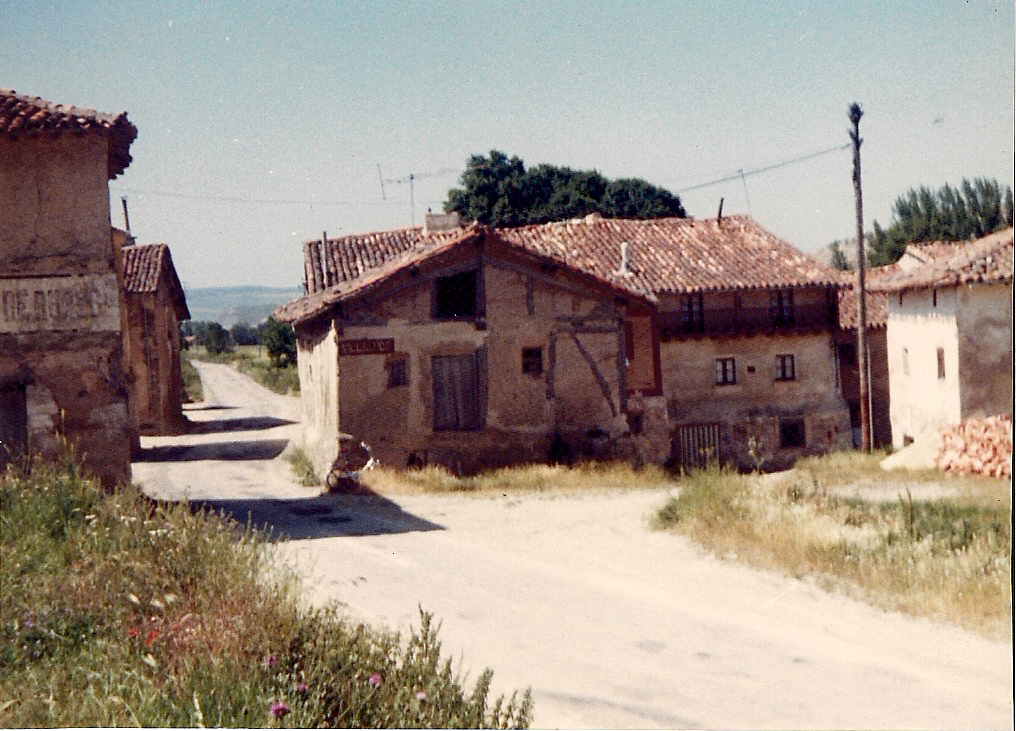
Villalbos(1986)
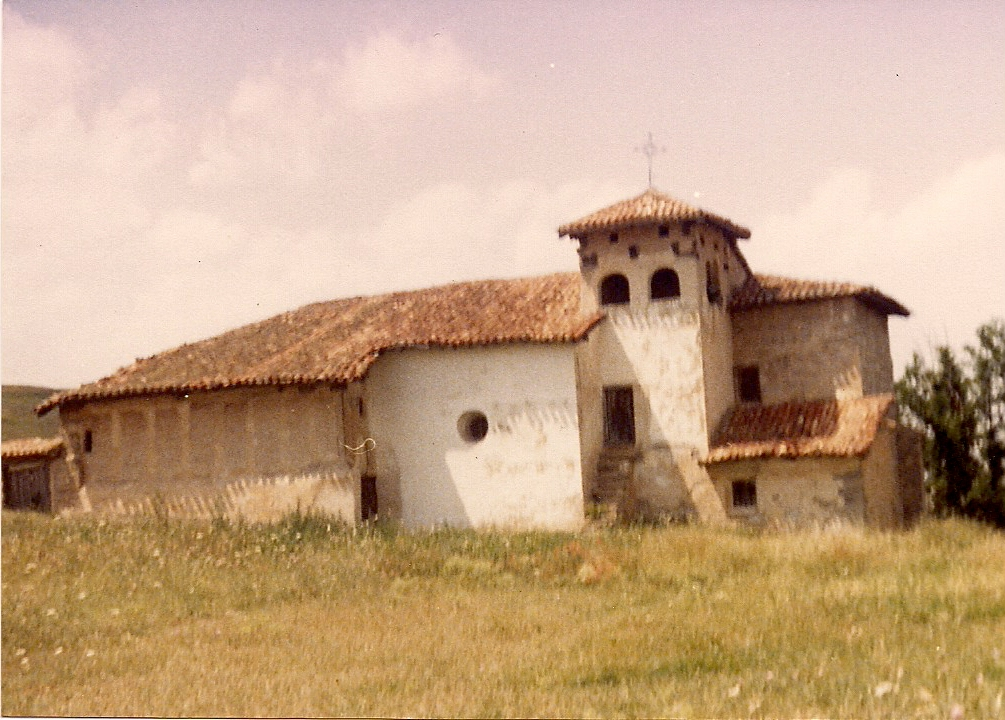
Kirche Villalbos(1986)
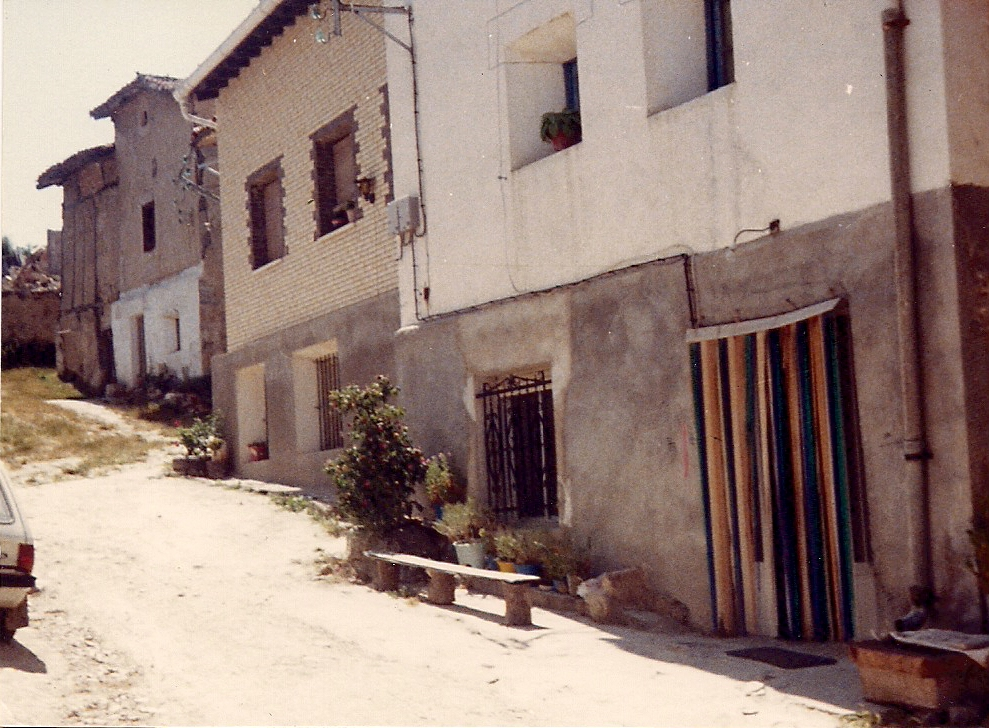
La Florstrasse(1986)
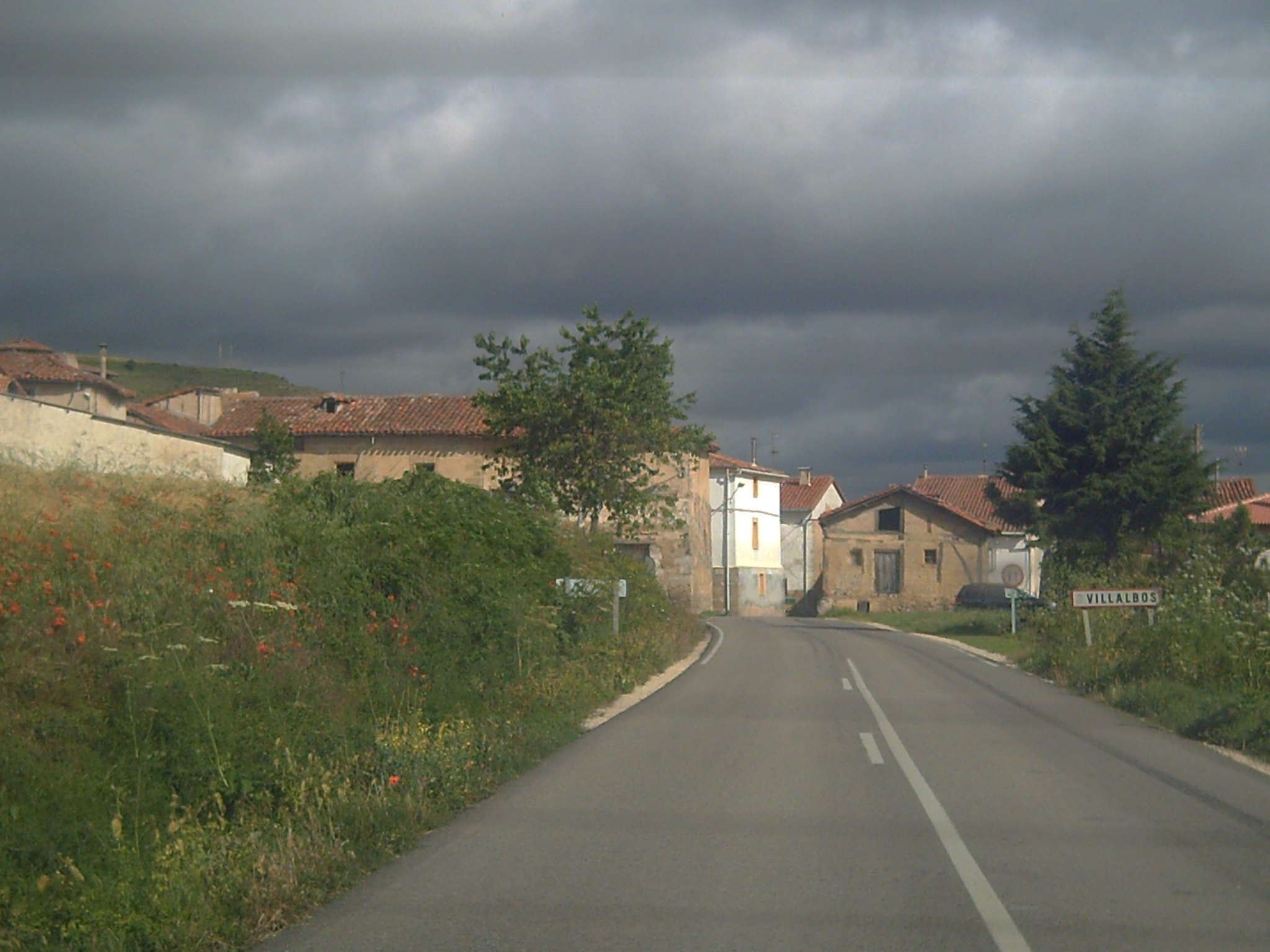
Villalbos Sud(2008)
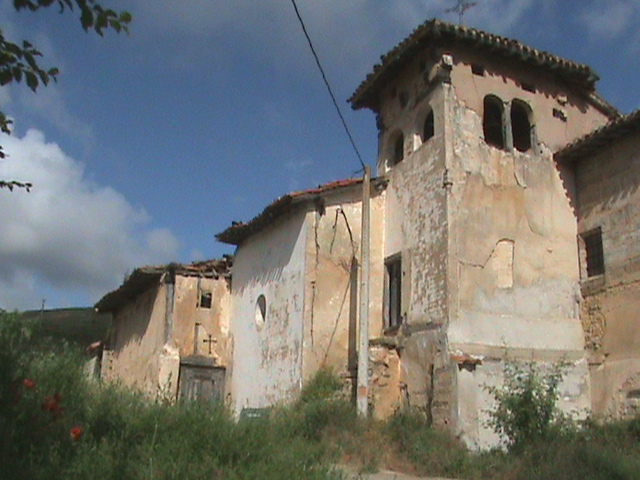
Kirche Villalbos(2008)
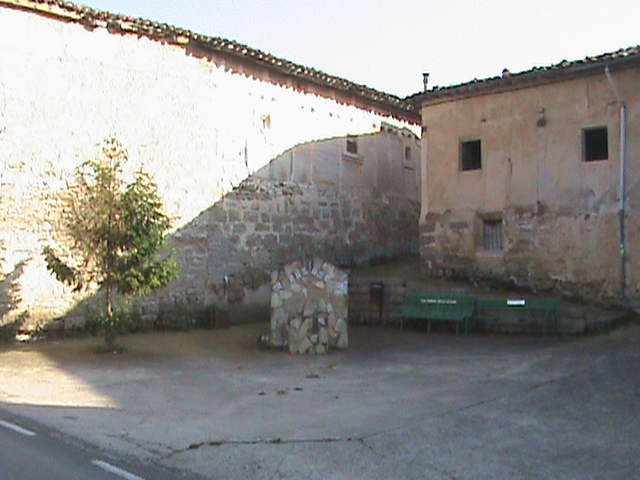
St. Thomasplatz(2008)